# Live & Indestructible
Live & Indestructible — мини-альбом американской рок-группы Disturbed, выпущен 30 сентября 2008 года, исключительно через веб сервер iTunes, и затем 7 октября 2008 года, также был доступен на других онлайн серверах. На этом альбоме были представлены три трека, от первого концерта Disturbed Deep Rock Drive. Также на этом альбоме присутствует видеоклип с четвёртого альбома Indestructible для третьего официального сингла «Indestructible». EP был также продан в магазинах Hot Topic исключительно в формате компакт-диска, на этой версий присутствовала дополнительная песня — «Stupify».

## Список композиций
(Все песни написаны Дэвид Дрейман, Дэн Дониган, Майк Венгрен, Джон Мойер, группой Disturbed.)

### Digital
| №  | Название                                           | Длительность |
| -- | -------------------------------------------------- | ------------ |
| 1. | «Inside the Fire» (Live From Deep Rock Drive)      | 3:51         |
| 2. | «Stricken» (Live From Deep Rock Drive)             | 4:05         |
| 3. | «The Game» (Live From Deep Rock Drive)             | 3:50         |
| 4. | «Indestructible» (Video Version; iTunes Exclusive) | 4:30         |

### CD
| №  | Название          | Длительность |
| -- | ----------------- | ------------ |
| 1. | «Inside the Fire» | 3:53         |
| 2. | «The Game»        | 3:52         |
| 3. | «Stupify»         | 4:11         |
| 4. | «Stricken»        | 4:06         |

## Участники записи
- Дэвид Дрейман — вокал
- Дэн Дониган — гитара
- Майк Венгрен — ударные
- Джон Мойер — бас-гитара, бэк-вокал
- CJ De Villar — микширование